# Hugo Øster Bendtsen

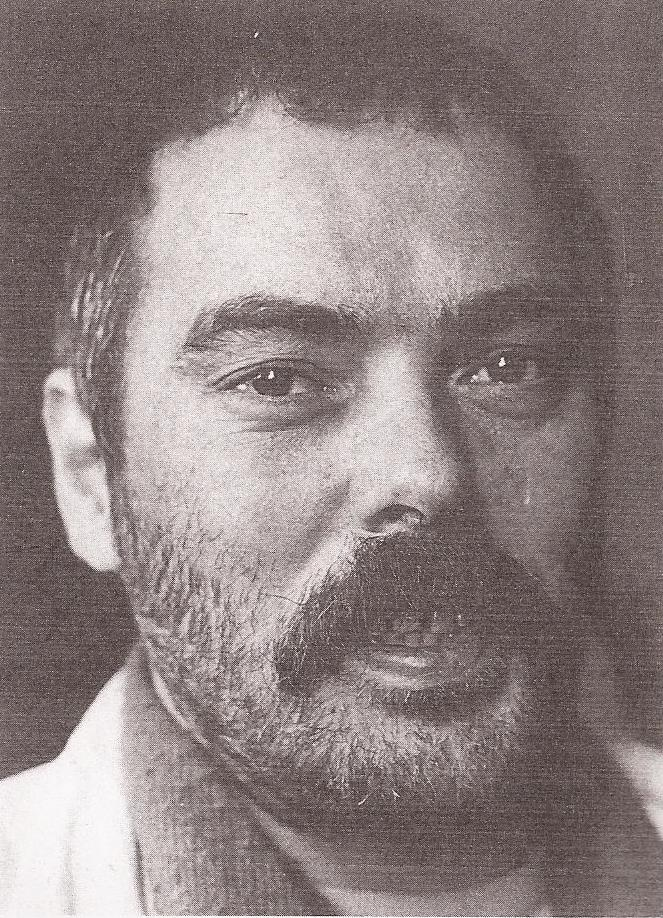
Hugo Øster Bendtsen

Hugo Øster Bendtsen (* 25. Mai 1948 in Nakskov, Dänemark; † 10. Juli 1998) war ein dänischer Schauspieler.

## Leben
Bendtsen absolvierte 1974 eine Schauspielausbildung an der Statens Teaterskole und debütierte anschließend am Folketeatret. Er war danach an verschiedenen experimentellen Theatern in Kopenhagen tätig, wie unter anderem im Cafe Teatret, Søllerød Scenen und am Husets Teater, bis er 1979 beim Odense Teater fest angestellt wurde. Ab 1988 arbeitete er als freiberuflicher Mitarbeiter, kehrte aber mehrmals wieder zum Odense Teater zurück. Im Theater hatte er in der Aufführung Der versäumte Frühling (Det forsømte forår) nach einem Roman von Hans Scherfig, in der Rolle als Mogensen seinen bekanntesten Auftritt. Sein Filmdebüt hatte Bendtsen in der Rolle als Rigger 1976 in dem dänischen Fernsehspielfilm Sommeren 1807 und wirkte danach weiterhin, meist in verschiedenen Nebenrollen bei mehreren dänischen Film- und Fernsehproduktionen mit.

## Filmografie
- 1976: Sommeren 1807 (Spielfilm)
- 1981: Krigsdøtre (Fernsehserie)
- 1981:  Rejseholdet (Fernsehserie)
- 1986: Manden i månen
- 1986: Die Augen des Wolfes (Oviri)
- 1988: Cirkus Julius
- 1989: Johansens sidste ugudelige dage (Fernsehserie)
- 1991: Der Feind im Inneren (De nøgne træer)
- 1992: Jesus vender tilbage
- 1992: Mysteriet om det levende lig (Fernsehserie)
- 1992: Russian Pizza Blues
- 1993: Det forsømte forår
- 1994: Strenge tider (Fernsehserie)
- 1996–1997: Bryggeren (Fernsehserie)
- 1997: Kaos i opgangen
- 1997: Das Auge des Adlers (Ørnens øje)